# برتا بروور
برتا بروور (انگلیسی: Bertha Brouwer؛ ۲۹ اکتبر ۱۹۳۰ – ۶ اکتبر ۲۰۰۶ (aged 75)) ورزشکار دو و میدانی اهل پادشاهی هلند بود.
وی در مسابقات کشوری و بین‌المللی در مجموع برندهٔ ۳ مدال نقره شده‌است.